# Drosera citrina
Drosera citrina är en sileshårsväxtart som beskrevs av Allen Lowrie och Sherwin Carlquist. Drosera citrina ingår i släktet sileshår, och familjen sileshårsväxter.
Artens utbredningsområde är:
- Ashmore-Cartieröarna.
- Western Australia.

## Underarter
Arten delas in i följande underarter:
- D. c. citrina
- D. c. nivea

## Bildgalleri